# Велике Онучино
Велике Ону́чино (рос. Большое Онучино, марій. Кугу Шопкер) — присілок у складі Сернурського району Марій Ел, Росія. Входить до складу Зашижемського сільського поселення.

## Населення
Населення — 83 особи (2010; 99 у 2002).
Національний склад (станом на 2002 рік):
- росіяни — 64 %
- марі — 32 %